# Disney Digital 3-D
Disney Digital 3-D ist eine Marke der Walt Disney Company für digital animierte 3D-Filme, die ausschließlich digital projiziert werden. Im Wesentlichen handelt es sich dabei um eine Disney-Marke für die RealD-Cinema-Technologie. Disney Digital 3-D gehört nicht zu RealD, sondern ist einzig und allein eine Produktionsmethode. RealD, XpanD 3D, MasterImage und Dolby 3D sind allesamt Vorführtechnologien, die zur Wiedergabe von 3D-Filmen verwendet werden.
Disney veröffentlichte Nightmare Before Christmas dreimal in einer neu gemasterten 3D-Version, zum ersten Mal am 20. Oktober 2006, dann am 19. Oktober 2007 und schließlich am 24. Oktober 2008. Außerdem veröffentlichte Disney auch 3D-Versionen von Triff die Robinsons und den beiden Konzerten Hannah Montana & Miley Cyrus: Best of Both Worlds Concert und Jonas Brothers: The 3D Concert Experience. Der im September 2009 gestartete Animationsfilm Oben war die erste Produktion des Pixar-Studios in Disney Digital 3-D. Pixars andere Filme Toy Story und Toy Story 2 wurden im Oktober 2009 (USA) als Doppelvorstellung in 3D erstmals öffentlich gezeigt. Am 18. Juni 2010 folgte Toy Story 3, der Deutschlandstart dieses Films fand am 29. Juli 2010 statt. Auch der Film Tron: Legacy, der am 27. Januar 2011 anlief, wurde in diesem Format gezeigt.

## Verwirrung
Disney Digital 3-D ist kein Präsentationsformat. Filme, die als in „Disney Digital 3-D“ beworben werden, können in jedem digitalen 3D-Format gezeigt werden, inklusive RealD, Dolby 3D, XpanD 3D und Master Image. Trotzdem bewirbt Disney alle Disney Digital 3-D-Filme, als sei es ein eigens entwickeltes und eigenständiges 3D-Format.

## Titel
| Titel                                                     | Ursprüngliche Veröffentlichung | 3D-Veröffentlichung | Anmerkungen |
| --------------------------------------------------------- | ------------------------------ | ------------------- | --- |
| Die Geister der Titanic                                   | 2003                           | 2003                | Die von Walt Disney Pictures und Walden Media produzierte Dokumentation wurde für IMAX-Kinos in 3D verfilmt und ist der erste 3D-Film, der von Disney veröffentlicht wurde. |
| Himmel und Huhn                                           | 2005                           | 2005                | Digitaler Animationsfilm, gerendert in 3D |
| Nightmare Before Christmas                                | 1993 (Touchstone)              | 2006                | Stop-Motion-Film, remastered für 3D |
| Working for Peanuts                                       | 1953                           | 2007                | animierter 3D-Kurzfilm mit Donald Duck, 1953 uraufgeführt, remastered in Disney Digital 3-D                                                                                 |
| Triff die Robinsons                                       | 2007                           | 2007                | Digitaler Animationsfilm, gerendert in 3D |
| Hannah Montana & Miley Cyrus: Best of Both Worlds Concert | 2008                           | 2008                | Konzerttournee, direkt in 3D aufgenommen; erste Disney Digital 3-D-Produktion, die auch als 3D-Heimvideo veröffentlicht wird.                                               |
| Bolt – Ein Hund für alle Fälle                            | 2008                           | 2008                | Digitaler Animationsfilm, gerendert in 3D |
| Jonas Brothers: The 3D Concert Experience                 | 2009                           | 2009                | Konzerttournee, direkt in 3D aufgenommen; erste Disney Digital 3-D-Produktion, die auch für IMAX 3D veröffentlicht wird. Auch in 3D auf Blu-ray Disc erhältlich.            |
| Oben                                                      | 2009                           | 2009                | Pixars erster 3D-Spielfilm. |
| G-Force – Agenten mit Biss                                | 2009                           | 2009                | Disneys erster 3D-Realfilm. |
| X-Games 3D: The Movie                                     | 2009                           | 2009                | Sportdokumentation, direkt aufgenommen in 3D. |
| Toy Story                                                 | 1995                           | 2009                | |
| Toy Story 2                                               | 1999                           | 2009                | |
| Disneys Eine Weihnachtsgeschichte                         | 2009                           | 2009                | Wird auch in IMAX 3D präsentiert. Kinostart in Deutschland: 12. November 2009.                                                                                              |
| Alice im Wunderland                                       | 2010                           | 2010                | Wird auch in IMAX 3D präsentiert. |
| Toy Story 3                                               | 2010                           | 2010                | |
| Rapunzel – Neu verföhnt                                   | 2010                           | 2010                | |
| Tron: Legacy                                              | 2011                           | 2011                | Wird auch in IMAX 3D präsentiert. |
| Pirates of the Caribbean – Fremde Gezeiten                | 2011                           | 2011                | |
| Milo und Mars (Originaltitel:Mars Needs Moms)             | 2011                           | 2011                | In Europa nicht als 3D Bluray erhältlich |
| Cars 2                                                    | 2011                           | 2011                | |
| Die Schöne und das Biest                                  | 1991                           | 2011                | |
| Der König der Löwen                                       | 1994                           | 2011                | |
| Findet Nemo                                               | 2003                           | 2012                | |
| Merida – Legende der Highlands                            | 2012                           | 2012                | |
| Frankenweenie (2012)                                      | 2012                           | 2012                | |
| John Carter – Zwischen zwei Welten                        | 2012                           | 2012                | Wird auch in IMAX 3D präsentiert. |
| Ralph reichts                                             | 2012                           | 2012                | |
| Das Geheimnis der Feenflügel                              | 2012                           | 2012                | In Europa nicht als 3D Bluray erhältlich |
| Die fantastische Welt von Oz                              | 2013                           | 2013                | |
| Die Monster AG                                            | 2001                           | 2013                | |
| Arielle, die Meerjungfrau                                 | 1989                           | 2013                | In Europa nicht als 3D Bluray erhältlich |
| Der blaue Regenschirm (The Blue Umbrella)                 | 2013                           | 2013                | 3D-animierter Kurzfilm von Pixar, der im Kino vor Die Monster Uni gezeigt wurde.                                                                                            |
| Die Monster Uni                                           | 2013                           | 2013                | |
| Planes                                                    | 2013                           | 2013                | |
| Cars                                                      | 2006                           | 2013                | |
| Get a Horse!                                              | 2013                           | 2013                | Micky-Maus-Kurzfilm “Get a Horse!” vor dem Hauptfilm “Die Eiskönigin” |
| Die Eiskönigin – Völlig unverfroren                       | 2013                           | 2013                | |